# Aşağıkılıçlı, Tekirdağ
Aşağıkılıçlı là một xã thuộc thành phố Tekirdağ, tỉnh Tekirdağ, Thổ Nhĩ Kỳ. Dân số thời điểm năm 2011 là 66 người.